# Barry Galbraith
Joseph Galbraith, detto Barry (Pittsburgh, 18 dicembre 1919 – Bennington, 13 gennaio 1983), è stato un chitarrista statunitense di jazz.

## Biografia
Autodidatta, iniziò la sua attività nei jazz club dell'area di Pittsburgh, suonò con Red Norvo e Babe Russin (fine anni trenta), nel 1941 entrò prima nell'orchestra di Teddy Powell e poi in quella di Claude Thornhill (1941-1942), Hal McIntyre (1942), nuovamente con Thornhill (1946-1947). Dal 1947 al 1970 il chitarrista fu impegnato, a New York, sia in orchestre radiofoniche e televisive (NBC e CBS) sia in sala di registrazione come sideman per musicisti come Joe Newman, Coleman Hawkins, Hal McKusick, Ralph Burns, Tal Farlow, John Lewis, Hank Jones, Chris Connor, Tony Scott, George Russell, Gil Evans, Joe Puma, Sam Most, Sarah Vaughan, tra gli altri, riuscendo anche a incidere un album a proprio nome. Nell'ultimo periodo della sua vita fu insegnante musicale al New England Conservatory of Music e pubblicò anche una guida per imparare a suonare la chitarra. Morì il 13 gennaio 1983 a Bennington (Vermont) a 63 anni a causa di un cancro.

## Discografia

### Album (Leader)
- 1958 – Guitar and the Wind (Decca Records, DL 9200)

con The Rhythm Section
- 1956 – The Rhythm Section (Epic Records, LN 3271)
- 1956 – Rhythm + 1 (Epic Records, LN 3297)